# Tenna (Itália)
Tenna é uma comuna italiana da região do Trentino-Alto Ádige, província de Trento, com cerca de 850 habitantes. Estende-se por uma área de 3 km², tendo uma densidade populacional de 283 hab/km². Faz divisa com Caldonazzo, Levico Terme e Pergine Valsugana.